# Powellvenator
Powellvenator byl rod menšího teropodního dinosaura, spadajícího zřejmě do nadčeledi Coelophysoidea.

## Popis
Tito vývojově primitivní a starobylí teropodi obývali rozsáhlá území rozpadající se Pangey v období svrchního triasu a spodní jury. P. podocitus byl popsán roku 2017 na základě dřívějšího objevu fosilních kostí dolních končetin, které byly dlouho (od roku 1972) označovány za pozůstatky nedinosauřích plazů ze skupiny Pseudosuchia. Fosilie tohoto neoteropoda byly objeveny v sedimentech souvrství Los Colorados (Ischigualasto - pánev Villa Unión) a mají pozdně triasové stáří (přes 220 milionů let). Tento druh je vůbec prvním célofyzoidem popsaným z území Jižní Ameriky. Mezi jeho blízké příbuzné patřily zejména rody Pendraig a Lucianovenator.
Rozměry tohoto teropoda neznáme, podle přibližných odhadů ale mohl typový exemplář dosahovat délky kolem 1,2 metru a hmotnosti zhruba 4 kilogramy.

## Paleoekologie
Powellvenator obýval ekosystémy souvrství Los Coloradas spolu s množstvím dalších dinosaurů, vývojově primitivních teropodů a velké diverzity sauropodomorfů, kteří byli v tomto období velmi úspěšnou a rozšířenou skupinou megaherbivorů.